# Famille de Bassompierre
 (décembre 2020).
La famille de Bassompierre est une famille de la noblesse belge, anoblie en 1929 par le roi Albert Ier.

## Histoire
La famille remonte à Nicolas Bassompierre, chirurgien-barbier au Luxembourg, qui épousa Marie Herman, dont la fille fut baptisée en 1686; c’est la plus ancienne preuve prouvée de la famille. Des descendants s'installent comme libraires à Liège. Au XIXe siècle, la famille a fourni de nombreux diplomates ou des membres mariés à des diplomates.
Albert de Bassompierre (1873-1956) était ambassadeur de Belgique et a reçu concession de noblesse en 1929 avec le titre de baron, transmissibles par primogéniture masculine. Son fils Jean de Bassompierre (1914-1990) devient également ambassadeur et reçoit le titre personnel de baron en 1982.
Fils de ce dernier, Guy de Bassompierre (1947-1990) fut conseiller d'ambassade puis attaché à la cour de Belgique. Il était marié à Nathalie Van den Abeele (1948), dame d'honneur de la reine Paola de Belgique. Elle a reçu à titre posthume le titre personnel de baronne pour son mari en 1991 tout en obtenant une licence pour porter le titre de baronne au nom de son défunt mari. Elle s'est remariée en 2001 au prince Baudouin de Merode. En 2014, les quatre fils de Guy de Bassompierre ont tous reçu le titre héréditaire de baron.

## Lettres patentes
- Bruxelles, 30 octobre 1929, Albert Ier, Roi des Belges :
Concession de noblesse et du titre de «Baron» par primogéniture masculine, pour Marie-Léon de Bassompierre, ambassadeur extraordinaire et plénipotentiaire.
- Bruxelles, 17 septembre 1956, Baudouin, Roi des Belges :
Changement d'armes pour Jean-André et le Baron François-Emmanuel de Bassompierre, ingénieur civil des mines.
- Bruxelles, 23 juin 1960, Baudouin, Roi des Belges :
Changement d'armes pour Jean-André et le Baron François-Emmanuel de Bassompierre.
- Bruxelles, 13 juillet 1982, Baudouin, Roi des Belges :
Concession du titre personnel de Baron Jean-André de Bassompierre, ambassadeur honoraire.
- Bruxelles, 29 avril 1991, Baudouin, Roi des Belges :
Remise posthume du titre personnel de «Baron» à Guy-Albert de Bassompierre, docteur en droit.
- Bruxelles, 21 juillet 2014, Philippe, Roi des Belges:
Concession du titre héréditaire de «baron» pour les enfants du Baron Guy de Bassompierre.[réf. nécessaire]

### Héraldique
- 1929 : De sable à une fleur de Paulownia d’argent. L’écu surmonté, pour le titulaire, d’une couronne de Baron, et supporté par deux lions au naturel, armés et lampassés de gueules; surmonté, pour les autres descendants, d’un heaume d’argent, couronné, grillé, colleté et liseré d’or, doublé et attaché de gueules, aux lambrequins d’argent et de sable. Cimier: la fleur de l’écu entre deux demi-vols adossés de gueules. Devise: « Droiture », d’argent sur un listel de gueules.

## Généalogie
- Albert, 1er Baron de Bassompierre (1873-1956), ambassadeur
  - Ghislaine de Bassompierre (1904-1978); épouse Joë Vicomte Berryer (1897-1978) en 1925, ambassadrice et descendante de la famille Berryer
  - François, 2e Baron de Bassompierre (1908-1997), ingénieur
    - Jean-Jacques, 3e Baron de Bassompierre (1937), avocat et chef de famille

  - Jean, Baron de Bassompierre (1914-1990), ambassadeur
    - Guy, Baron de Bassompierre (1947-1990), conseiller d'ambassade et attaché de justice ; marié en 1970 avec Nathalie Van den Abeele (1948), dame d'honneur de la reine Paola

### Alliances nobles
- de Woot de Trixhe (1902), Berryer (1925), Behaghel de Bueren (1931), Teixeira de Mattos (1931), de Potesta (1946), Cruysmans (1954), Agie de Selsaeten (1961), Jonet (1972), d'Oultremont (1972), de Bellefroid d'Oudoumont (1985), Puissant Baeyens (1995).